# Grīgorios Xenopoulos
Grīgorios Xenopoulos (o Grigórios Xenópoulos, in italiano anche Gregorio Senopolo, in greco: Γρηγόριος Ξενόπουλος; Istanbul, 9 dicembre 1867 – Atene, 14 gennaio 1951) è stato un drammaturgo e scrittore greco.
Collaboratore di numerose riviste elleniche, divise la sua produzione fra romanzi di successo quali Margherita Stefa, del 1893, e Ricchi e poveri, del 1919, e una produzione drammatica molto interessante, dovuta alla sua grande vivacità compositiva.
Molto accurato nei suoi lavori, sempre teso a conciliare le esigenze dei suoi lettori e del suo pubblico con quelle della critica, Xenopoulos è stato un autore di rilievo nel panorama letterario greco.

## Opere
- L'uomo del mondo (Ο ανθρωπος του κοσμου), romanzo del 1888
- Nicola Sigalo (Νικόλας Σιγαλός), romanzo del 1890
- Margherita Stefa (Μαργαρίτα Στέφα), del 1893
- Il patrigno (Ο ψυχοπατέρας), del 1895
- Nuova scena (Νέα σκηνή), dramma teatrale del 1895
- Il segreto della contessa Valerena (Το μυστικό της κοντέσσας Βαλέραινας), dramma teatrale del 1904
- Lo scoglio rosso (Ο κόκκινος βράχος), del 1905
- Stella Violanti (Στέλλα Βιολάντη), lavoro teatrale del 1909
- Gli studenti (Οι φοιτηταί), lavoro teatrale del 1909
- Il Sabato dei morti (Το ψυχοσάββατο), lavoro teatrale del 1911
- La guerra (O πόλεμος), romanzo del 1914
- I fidanzamenti segreti (Οι μυστικοί αρραβώνες), romanzo del 1915
- Laura (Λάουρα), del 1915
- La trilogia di romanzi formata da Ricchi e poveri (Πλούσιοι και φτωχοί), del 1919, Onorati e disonorati (Τίμιοι και άτιμοι), del 1921, e Fortunati e sfortunati (Τυχεροί και άτυχοι), del 1924
- Il rientro (Αναδυομένη), del 1923
- Umano (Ανθρώπινο), del 1922
- Isabella (Ισαβέλλα), del 1923
- Teresa Varma Da Costa (Τερέζα Βάρμα Δακόστα), del 1925
- Il popolano (Ο ποπολάρος), del 1933